# Toulonjac

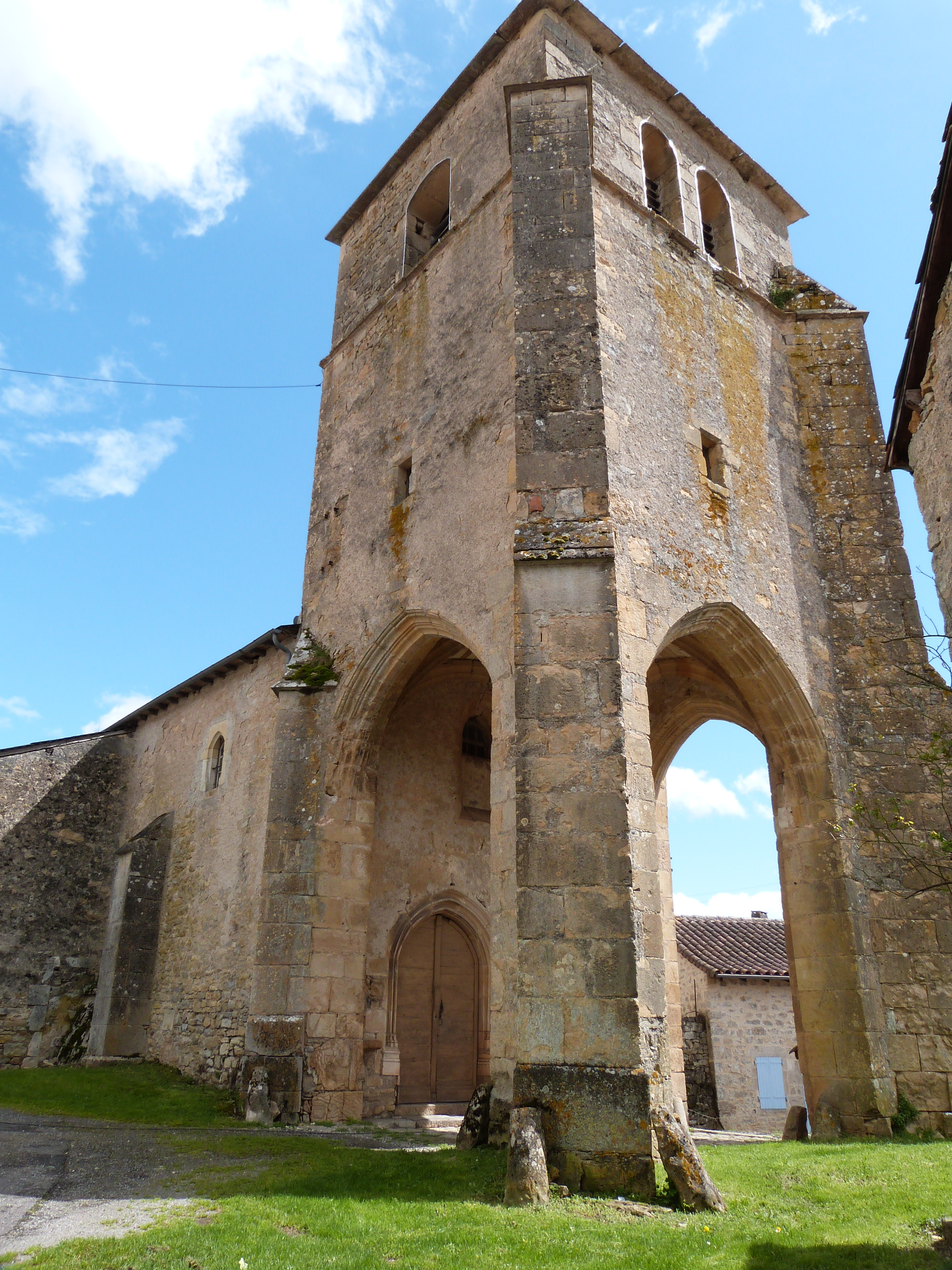
Clocher-porche de l'église de Toulonjac.

Toulonjac est une commune française située dans le département de l'Aveyron, en région Occitanie.
Le patrimoine architectural de la commune comprend un immeuble protégé au titre des monuments historiques : le château de Toulonjac, inscrit en 1993 puis classé en 1995.

## Géographie

### Localisation
Commune de l'aire d'attraction de Villefranche-de-Rouergue située dans son unité urbaine au nord-ouest de Villefranche-de-Rouergue.

### Communes  limitrophes
Les communes limitrophes sont  Saint-Rémy, Sainte-Croix, Savignac, Villefranche-de-Rouergue et Villeneuve.

### Hydrographie
Le ruisseau de Notre-Dame est le principal cours d'eau parcourant la commune.

### Climat
Pour des articles plus généraux, voir Climat de l'Occitanie et Climat de l'Aveyron.
En 2010, le climat de la commune est de type climat océanique altéré, selon une étude s'appuyant sur une série de données couvrant la période 1971-2000. En 2020, Météo-France publie une typologie des climats de la France métropolitaine dans laquelle la commune est exposée à un climat océanique altéré et est dans la région climatique Ouest et nord-ouest du Massif Central, caractérisée par une pluviométrie annuelle de 900 à 1 500 mm, maximale en automne et en hiver.
Pour la période 1971-2000, la température annuelle moyenne est de 12,1 °C, avec une amplitude thermique annuelle de 15,9 °C. Le cumul annuel moyen de précipitations est de 954 mm, avec 11,1 jours de précipitations en janvier et 6,3 jours en juillet. Pour la période 1991-2020, la température moyenne annuelle observée sur la station météorologique la plus proche, située sur la commune de Villefranche-de-Rouergue à 4 km à vol d'oiseau, est de 12,6 °C et le cumul annuel moyen de précipitations est de 865,1 mm,. Pour l'avenir, les paramètres climatiques de la commune estimés pour 2050 selon différents scénarios d'émission de gaz à effet de serre sont consultables sur un site dédié publié par Météo-France en novembre 2022.

## Urbanisme

### Typologie
Au 1er janvier 2024, Toulonjac est catégorisée commune rurale à habitat dispersé, selon la nouvelle grille communale de densité à 7 niveaux définie par l'Insee en 2022.
Elle appartient à l'unité urbaine de Villefranche-de-Rouergue, une agglomération intra-départementale dont elle est une commune de la banlieue,. Par ailleurs la commune fait partie de l'aire d'attraction de Villefranche-de-Rouergue, dont elle est une commune de la couronne,. Cette aire, qui regroupe 34 communes, est catégorisée dans les aires de moins de 50 000 habitants,.

## Toponymie
Toulonjac a pour origine Tolomnius, nom d'origine latine. Il s'agit du nom du propriétaire d'une ancienne villa gallo-romaine. Dans ce cas, villa signifie domaine. Tolomnius suivi de acum qui se traduit par : propriété de Tolomnius. Le nom de nombreux villages de la région finissent en "ac" : Savignac, Cénac, Tizac, Rignac, Capdenac, Salvagnac, etc.

## Histoire
Dans notre région vivaient les Rutènes - latin Ruteni - peuple de la Gaule celtique. Leur territoire s'étendait sensiblement sur les actuels départements du Tarn et de l'Aveyron, délimité par le plateau de l'Aubrac au nord et les confins de la Montagne Noire au sud.
Les Rutènes exploitèrent un des plus importants centres de production de céramique sigillée, le site de La Graufesenque (Condatomagus), près de Millau.
Et comme tout le grand sud-ouest, au début du Ve siècle apr. J.-C., la région a été envahie par les Wisigoths, avec l'accord des Romains puis de leur propre autorité. Pendant plus de trois siècles, ils ont durablement imprégné la grande Aquitaine de leur civilisation. Dans le Rouergue, on rencontre des personnes dont le nom de famille se terminent par enc ou ic : ils sont les lointains descendants des Wisigoths.
Sous le règne des Carolingiens, à partir du IXe siècle, le christianisme a commencé à s'imposer comme religion officielle. Le Rouergue est érigé en Comté.
L'arrivée des Capétiens provoqua l'abandon de la vieille sénéchaussée de Najac, fidèle à la dynastie des comtes de Toulouse, au profit d'une ville nouvelle : Villefranche de Rouergue. La capitale de la province ne fut transférée à Rodez, plus centrale, qu'à la Révolution.
Au Moyen Âge, la vie économique et sociale est organisée autour des nombreux monastères et ordres religieux locaux. Et c'est dans ce cadre qu'est construit le Prieuré de Toulonjac, lieu de vie de plusieurs religieux, subordonnés à une très riche abbaye de Moissac (Tarn-et-Garonne). Sous l'ancien régime, les paysans payaient la dîme (impôt versé aux religieux). Le taux était élevé dans le sud-ouest de la France, jusqu'au huitième de la récolte. En règle générale, 1/4 de la dîme revenait à l’évêché et les 3/4 restants à la paroisse. La plupart des terres agricoles de la région appartenaient aux nombreux monastères situés à Villefranche de Rouergue. Et les monastères en percevaient un loyer qui, additionné à la dîme, laissait peu aux paysans.
La révolte des croquants en 1643 est une des conséquences de la pression fiscale et d’un appauvrissement général :
En juin 1643, à la mort de Louis XIII, les paysans du Rouergue, dits les croquants, se soulèvent. Les révoltés menés par Bernard Calmels, dit Lafourque investissent Marcillac, la révolte s'étend, ils sont 1 200 ensuite à se rendre à Villefranche-de-Rouergue. Dirigés par le chirurgien Jean Petit et le maçon-aubergiste Guillaume Bras, ils contraignent l'intendant de Charreton à signer deux ordonnances, l'une donnant décharge des tailles de l'année pour tout le Rouergue, l'autre les ramenant au taux de 1618. Forts de cette réussite, les croquants reviennent au cœur de l'été, au nombre de 10 000, mettre le siège devant Villefranche, mais ils sont défaits par le gouverneur de la province. Les meneurs sont arrêtés. Jean Petit et Guillaume Bras sont roués vifs. Bernard Calmels parvient à s'échapper et se replie au château de Najac. Les troupes de Mazarin, menées par le comte de Noailles, gouverneur de Najac, reprennent Najac. Bernard Calmels et deux de ses lieutenants, Ferrier, et le tisserand Mathieu Vergnes, sont arrêtés, condamnés et roués vifs en octobre 1643. La tête de Bernard Calmels sera exposée au bout d'un pic sur une tour de Marcillac d'où était partie la révolte. Jean Petit cacha son testament qui fut retrouvé récemment. Ce document est exposé aujourd'hui dans le musée de Villefranche-de-Rouergue.
Démographie
Le tableau ci-dessous, relatif à la démographie, présente une curieuse baisse de population entre 1846 et 1851. Le 15 juin 1852, le gouvernement placé sous la présidence de Louis-Napoléon Bonaparte (neveu de Napoléon Ier), président de la République, promulgue une loi qui rétrécit la commune de Toulonjac et érige la partie ainsi amputée en commune de Savignac. En échange, Villefranche de Rouergue perd les enclaves de Marmiesse et de La Mathébie qui sont rattachées à la commune de Toulonjac.

## Politique et administration

### Liste des maires
| Mandats   | Mandats   | Maires              | Étiquette | Profession                |
| --------- | --------- | ------------------- | --------- | ------------------------- |
| 1983      | mars 2020 | Jean-Louis Alcouffe | SE        |                           |
| mars 2020 | en cours  | Gilles Ruscassié    | SE        | Professeur de technologie |

## Démographie
L'évolution du nombre d'habitants est connue à travers les recensements de la population effectués dans la commune depuis 1793. Pour les communes de moins de 10 000 habitants, une enquête de recensement portant sur toute la population est réalisée tous les cinq ans, les populations de référence des années intermédiaires étant quant à elles estimées par interpolation ou extrapolation. Pour la commune, le premier recensement exhaustif entrant dans le cadre du nouveau dispositif a été réalisé en 2008.

En 2022, la commune comptait 752 habitants, en évolution de +0,4 % par rapport à 2016 (Aveyron : +0,37 %, France hors Mayotte : +2,11 %).
| 1793 | 1800 | 1806  | 1821  | 1831  | 1836  | 1841  | 1846  | 1851 |
| ---- | ---- | ----- | ----- | ----- | ----- | ----- | ----- | ---- |
| 216  | 372  | 1 245 | 1 335 | 1 292 | 1 295 | 1 263 | 1 292 | 492  |

| 1856 | 1861 | 1866 | 1872 | 1876 | 1881 | 1886 | 1891 | 1896 |
| ---- | ---- | ---- | ---- | ---- | ---- | ---- | ---- | ---- |
| 452  | 451  | 452  | 485  | 465  | 401  | 381  | 403  | 361  |

| 1901 | 1906 | 1911 | 1921 | 1926 | 1931 | 1936 | 1946 | 1954 |
| ---- | ---- | ---- | ---- | ---- | ---- | ---- | ---- | ---- |
| 345  | 341  | 329  | 330  | 305  | 295  | 301  | 239  | 257  |

| 1962 | 1968 | 1975 | 1982 | 1990 | 1999 | 2006 | 2008 | 2013 |
| ---- | ---- | ---- | ---- | ---- | ---- | ---- | ---- | ---- |
| 237  | 328  | 442  | 531  | 668  | 642  | 691  | 705  | 735  |

| 2018 | 2022 | - | - | - | - | - | - | - |
| ---- | ---- | - | - | - | - | - | - | - |
| 745  | 752  | - | - | - | - | - | - | - |

## Économie

### Revenus
En 2018  (données Insee publiées en septembre 2021), la commune compte 308 ménages fiscaux, regroupant 733 personnes. La médiane du revenu disponible par unité de consommation est de 22 870 € (20 640 € dans le département).

### Emploi
| Division       | 2008  | 2013  | 2018  |
| -------------- | ----- | ----- | ----- |
| Commune        | 3,4 % | 5,5 % | 5,6 % |
| Département    | 5,4 % | 7,1 % | 7,1 % |
| France entière | 8,3 % | 10 %  | 10 %  |

En 2018, la population âgée de 15 à 64 ans s'élève à 462 personnes, parmi lesquelles on compte 77,9 % d'actifs (72,3 % ayant un emploi et 5,6 % de chômeurs) et 22,1 % d'inactifs,. Depuis 2008, le taux de chômage communal (au sens du recensement) des 15-64 ans est inférieur à celui de la France et du département.
La commune fait partie de la couronne de l'aire d'attraction de Villefranche-de-Rouergue, du fait qu'au moins 15 % des actifs travaillent dans le pôle,. Elle compte 74 emplois en 2018, contre 80 en 2013 et 93 en 2008. Le nombre d'actifs ayant un emploi résidant dans la commune est de 341, soit un indicateur de concentration d'emploi de 21,7 % et un taux d'activité parmi les 15 ans ou plus de 58,8 %.
Sur ces 341 actifs de 15 ans ou plus ayant un emploi, 46 travaillent dans la commune, soit 14 % des habitants. Pour se rendre au travail, 92,1 % des habitants utilisent un véhicule personnel ou de fonction à quatre roues, 0,9 % les transports en commun, 2,7 % s'y rendent en deux-roues, à vélo ou à pied et 4,4 % n'ont pas besoin de transport (travail au domicile).

### Activités hors agriculture
38 établissements sont implantés  à Toulonjac au 31 décembre 2019. Le tableau ci-dessous en détaille le nombre par secteur d'activité et compare les ratios avec ceux du département,.
| Secteur d'activité                                                                                        | Commune | Commune | Département |
| Secteur d'activité                                                                                        | Nombre  | %       | %           |
| --- | ------- | ------- | ----------- |
| Ensemble                                                                                                  | 38      | 100 %   | (100 %)     |
| Industrie manufacturière, industries extractives et autres                                                | 5       | 13,2 %  | (17,7 %)    |
| Construction                                                                                              | 6       | 15,8 %  | (13 %)      |
| Commerce de gros et de détail, transports, hébergement et restauration                                    | 6       | 15,8 %  | (27,5 %)    |
| Information et communication                                                                              | 1       | 2,6 %   | (1,5 %)     |
| Activités financières et d'assurance                                                                      | 1       | 2,6 %   | (3,4 %)     |
| Activités immobilières                                                                                    | 2       | 5,3 %   | (4,2 %)     |
| Activités spécialisées, scientifiques et techniques et activités de services administratifs et de soutien | 5       | 13,2 %  | (12,4 %)    |
| Administration publique, enseignement, santé humaine et action sociale                                    | 8       | 21,1 %  | (12,7 %)    |
| Autres activités de services                                                                              | 4       | 10,5 %  | (7,8 %)     |

Le secteur de l'administration publique, l'enseignement, la santé humaine et l'action sociale est prépondérant sur la commune puisqu'il représente 21,1 % du nombre total d'établissements de la commune (8 sur les 38 entreprises implantées  à Toulonjac), contre 12,7 % au niveau départemental.

### Agriculture
|               | 1988 | 2000 | 2010 | 2020 |
| ------------- | ---- | ---- | ---- | ---- |
| Exploitations | 22   | 11   | 10   | 8    |
| SAU (ha)      | 613  | 544  | 549  | 405  |

La commune est dans le Bas Quercy, une petite région agricole occupant l'extrême-ouest du département de l'Aveyron. En 2020, l'orientation technico-économique de l'agriculture  sur la commune est l'élevage de bovins, pour la viande. Huit exploitations agricoles ayant leur siège dans la commune sont dénombrées lors du recensement agricole de 2020 (22 en 1988). La superficie agricole utilisée est de 405 ha,,.

## Culture locale et patrimoine

### Lieux et monument

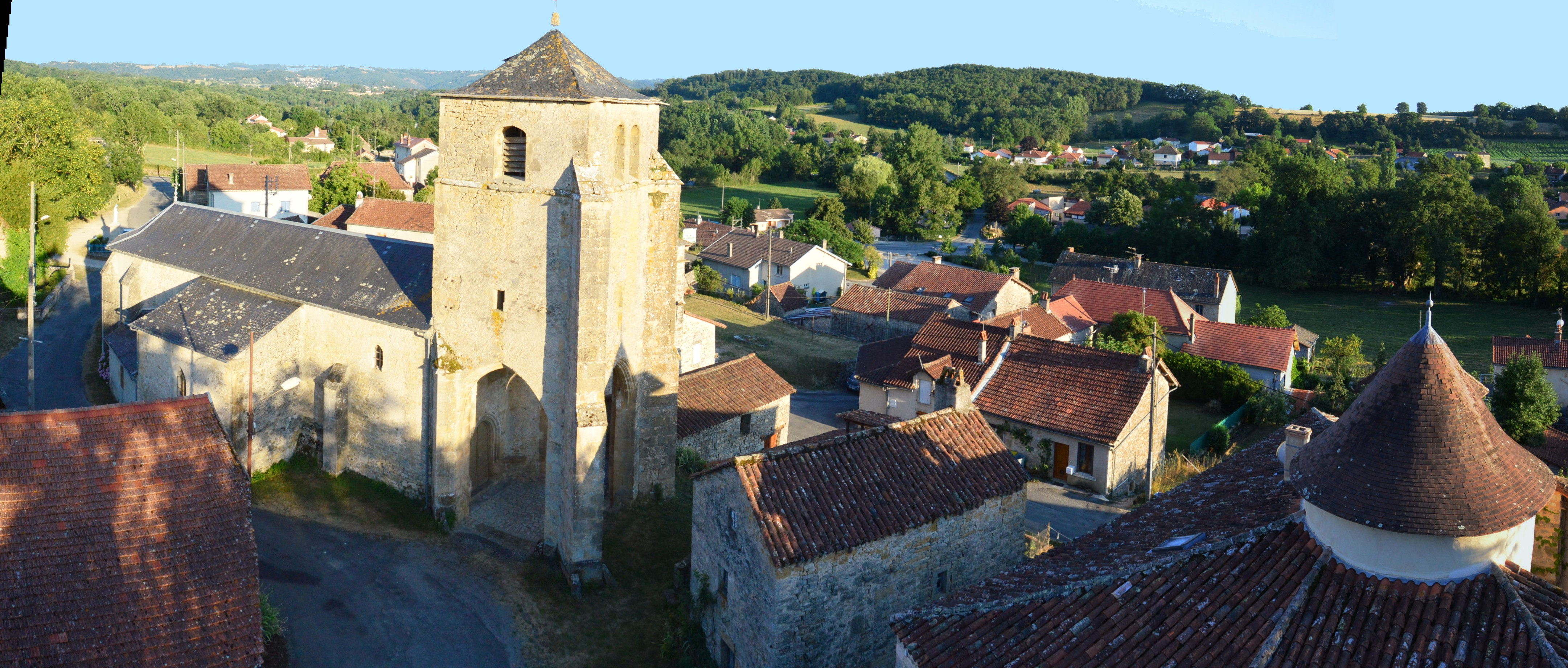
Au premier plan, l'église Saint-Michel, entourée du vieux village.

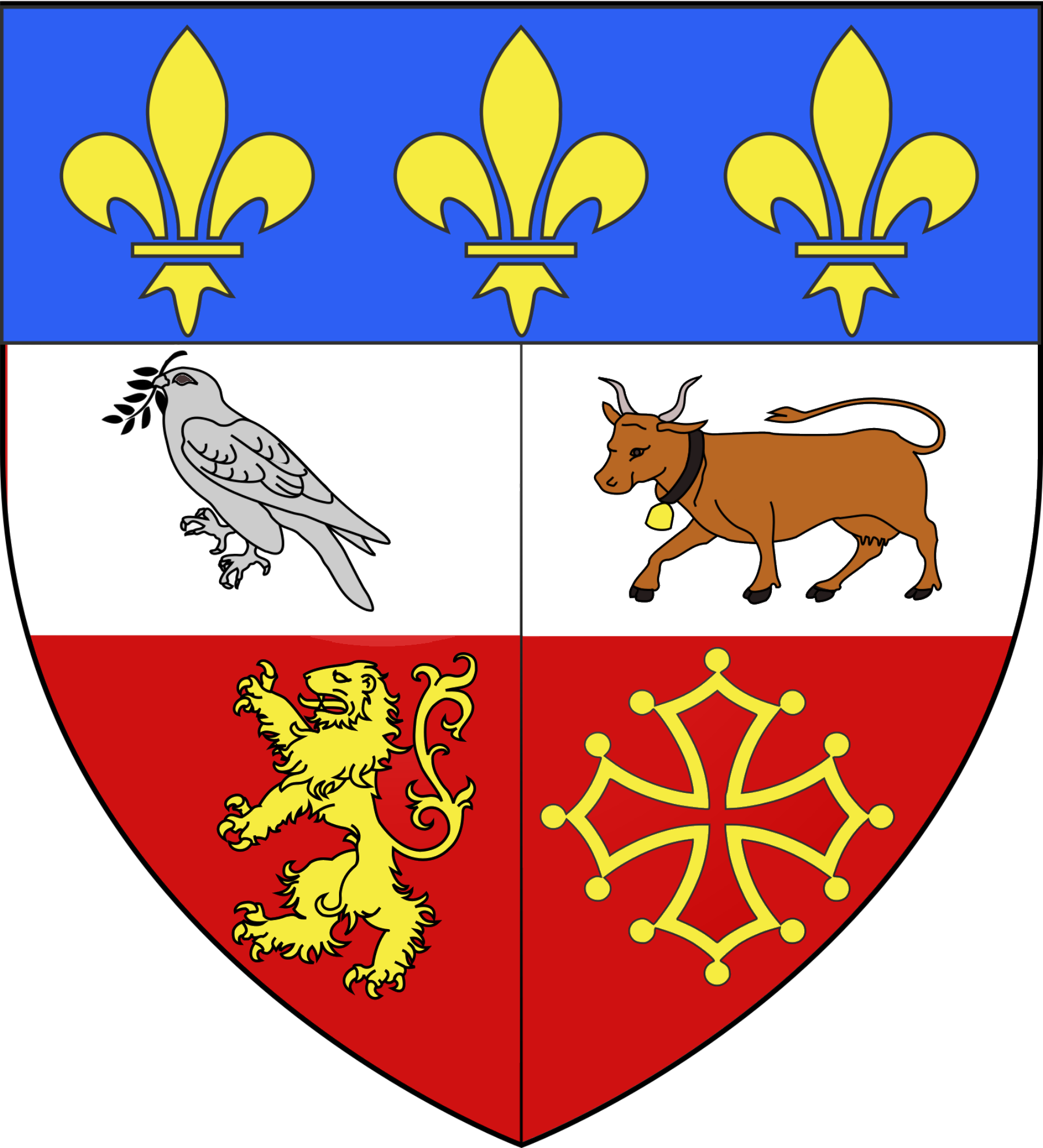
Écartelé: au 1er d'argent au faucon de sable tenant un rameau d'olivier, au 2e d'argent à la vache d'Aubrac, au 3e de gueules au lion d'or, au 4e de gueules à la croix cléchée, vidée et pommetée de douze pièces d'or; au chef d'azur chargé de trois fleurs de lis d'or.

#### L'église Saint-Michel
Église Saint-Michel de Toulonjac. Le clocher, comme celui de La Bastide l'Évêque, aurait été copié sur celui de la collégiale de Villefranche. L'évêque de Rodez, venu à Toulonjac, a demandé que l'on construise un auvent à l'entrée de l'église pour accueillir les enfants que l'on venait présenter au baptême.
Les armoiries qui figurent à la clef de voûte de l’auvent étant celles de Valette-Toulonjac, il peut en découler que la construction du clocher a été réalisée après 1500. À la fin du XIXe siècle, Vincent Cibiel, député de Villefranche et généreux mécène, a financé la restauration de l’église et permis de mettre en valeur les belles nervures de ses arceaux de la voûte.
Dans les années 1970-1972, des paroissiens volontaires firent tomber le crépi grossier qui recouvrait les murs du chœur, de la nef et des chapelles. Dès le seuil franchi, beaucoup de visiteurs sont étonnés de trouver une voûte si basse. Les récents travaux effectués (pose du chauffage en octobre 1966 et restauration des murs en novembre 1970...) permettent d'en donner une certaine explication : l'église a dû connaître, à une certaine époque, sans doute la guerre de Cent Ans, un terrible incendie. Celui-ci provoqua la chute du plafond et d'une bonne partie des murs.
Les murs décrépis ont laissé apparaître du côté gauche en entrant des pierres rougies par les flammes. De plus lors de la pose des buses du chauffage, en retirant les dalles pour creuser une tranchée de 1,60m, on s'est aperçu qu'au-dessous, il n'y avait que du déblai et même au milieu de celui-ci on a retrouvé tout un amalgame de bronze fondu, prouvant l'intensité du brasier et provenant sans doute des cloches. On a découvert à cette profondeur des traces d'un dallage (carreaux de terre cuite de 20 x 21 x 7 ou de 23 x 23 x 6). Côté droit, on remarque les signes à moitié enterrés d'une ancienne ouverture.
À la suite de ces découvertes, on peut supposer que l'église actuelle a été rebâtie sur l'ancienne en utilisant les pans de mur et les fondations qui restaient. En s'arrêtant à hauteur des chapelles, on remarque une autre transformation : l'église a été agrandie. Primitivement, elle se terminait à hauteur des marches du chœur actuel. L'autel se trouvait à l'emplacement de la bouche du chauffage et était éclairé par deux baies romanes en partie murées. En examinant les murs, on remarque la jonction de l'ancienne église avec le chœur actuel. Ce dernier a été diminué de trois mètres lors de la restauration. Les chapelles ont été voûtées avant l'église qui ne comportait qu'un plafond. Ces chapelles ont été construites bien après l'église primitive, souvent par des seigneurs ou des paroissiens fortunés.

#### Les statues de la Vierge et de saint Jean
Les statues de la Vierge des Douleurs et de saint Jean, après avoir longtemps séjourné sous le porche de l'église, ont été placées dans leur niche respective au mois d'octobre de l'année 1691, de part et d'autre du vitrail central. À cette époque, les paroissiens estimaient que ces statues, placées sous le porche, protégeaient de la grêle. Lors de la restauration de l'église, elles ont été placées sur les colonnes à l'entrée du chœur en février 1971.
« La Vierge des Douleurs du XVIIe siècle est enveloppée du grand manteau qui recouvre sa tête et s'étale en larges plis sur le sol. Cette statue est classée au titre des monuments historiques depuis le 8 mars 1988.
 Inscrit MH (1988). Saint Jean, debout, pieds nus, tient ses mains croisées avec une douleur résignée. Le visage, affadi par une restauration, a retrouvé ses cheveux ». Cette statue de la fin du XVe siècle, est classée au titre objet des monuments historiques depuis le 19 octobre 1942 Inscrit MH (1942).
Ces deux statues ont été restaurées en 1961, à l’occasion de l'exposition de Montauban. «Trésors d'Art Gothique »

#### Château de Toulonjac
Château du XVe siècle dont les façades et toitures, l'escalier à vis  Inscrit MH (1993), ainsi que le salon du premier étage et ses papiers peints de 1840 sont  Inscrit MH (1995).

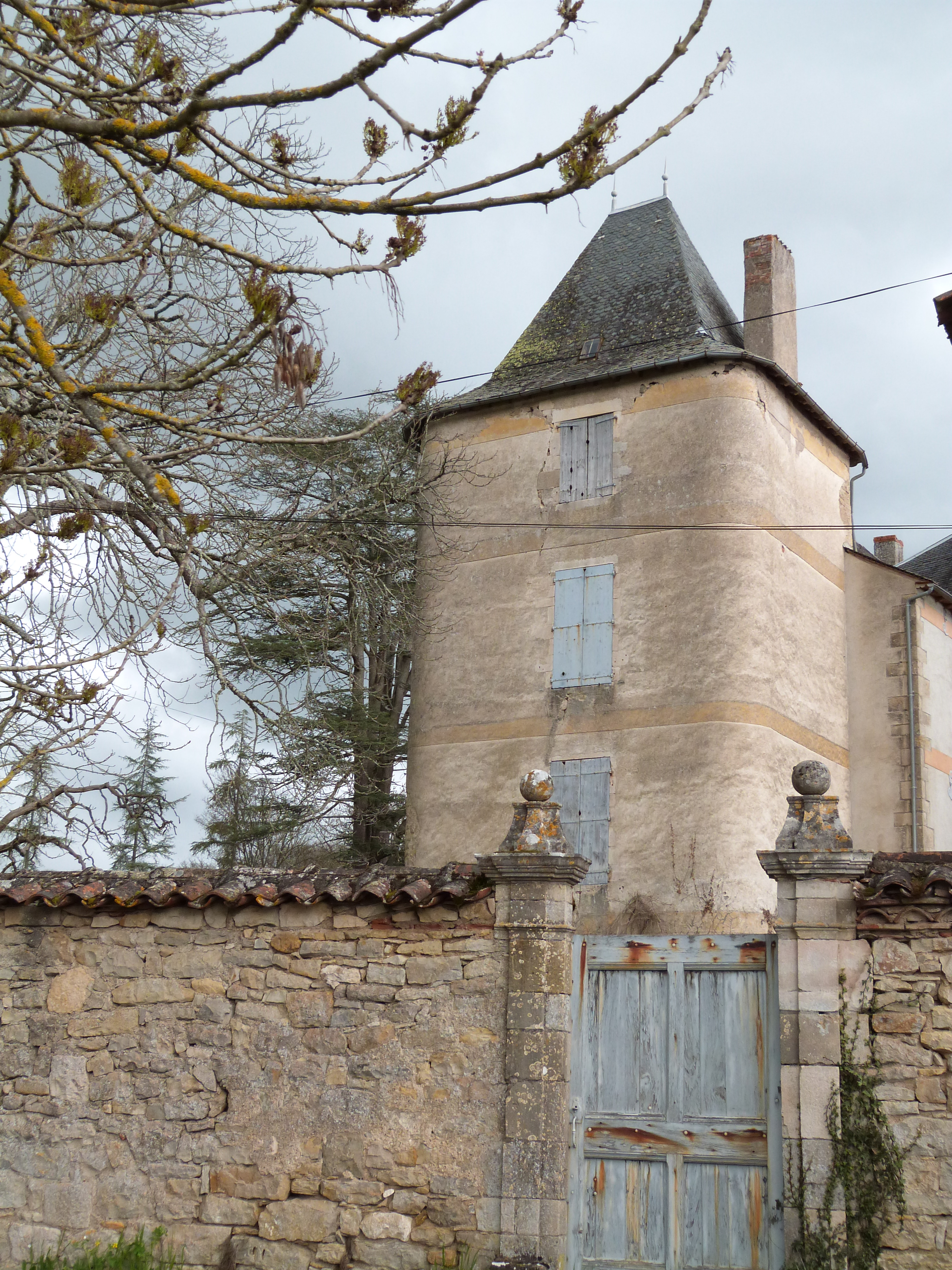
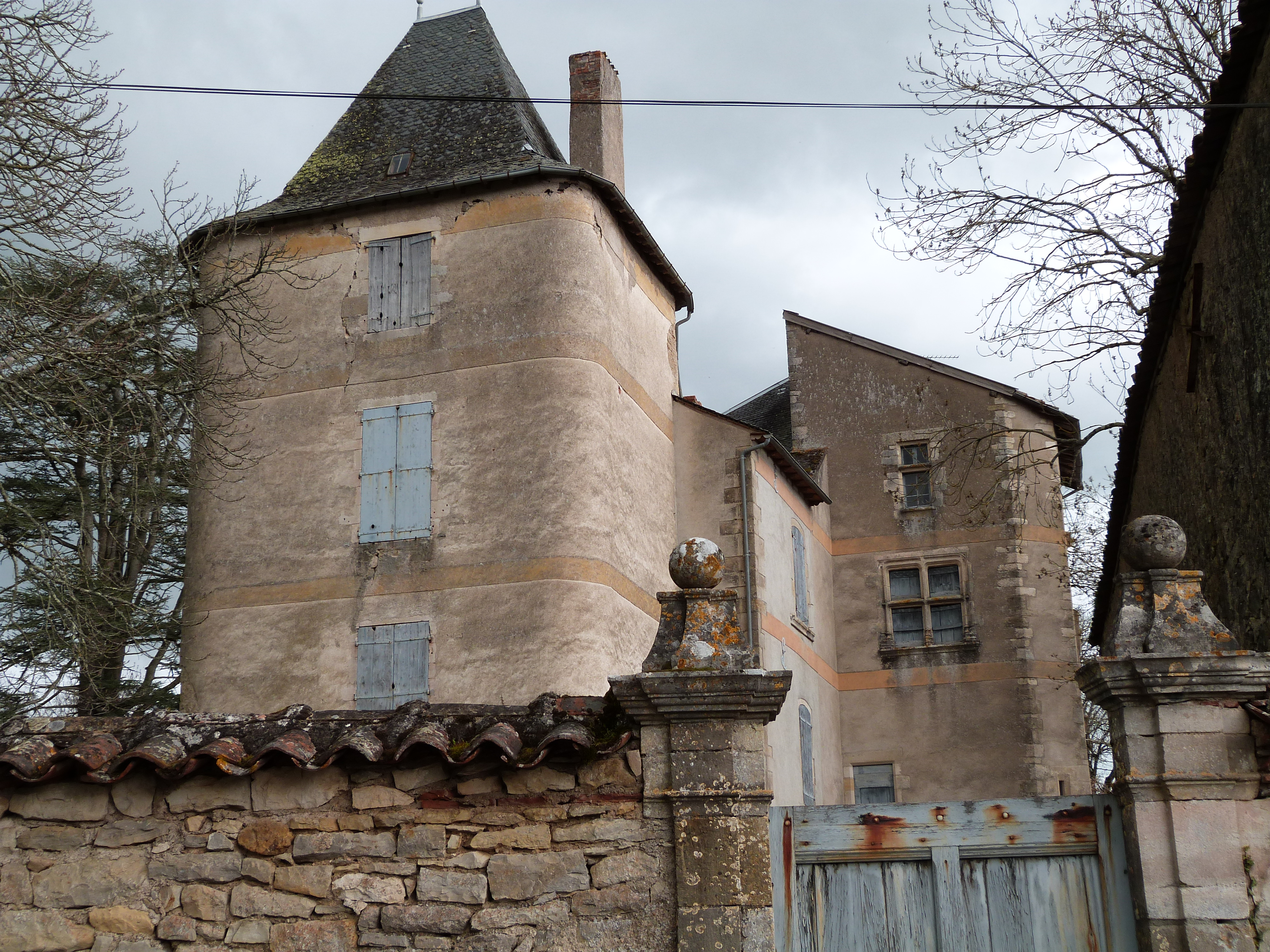
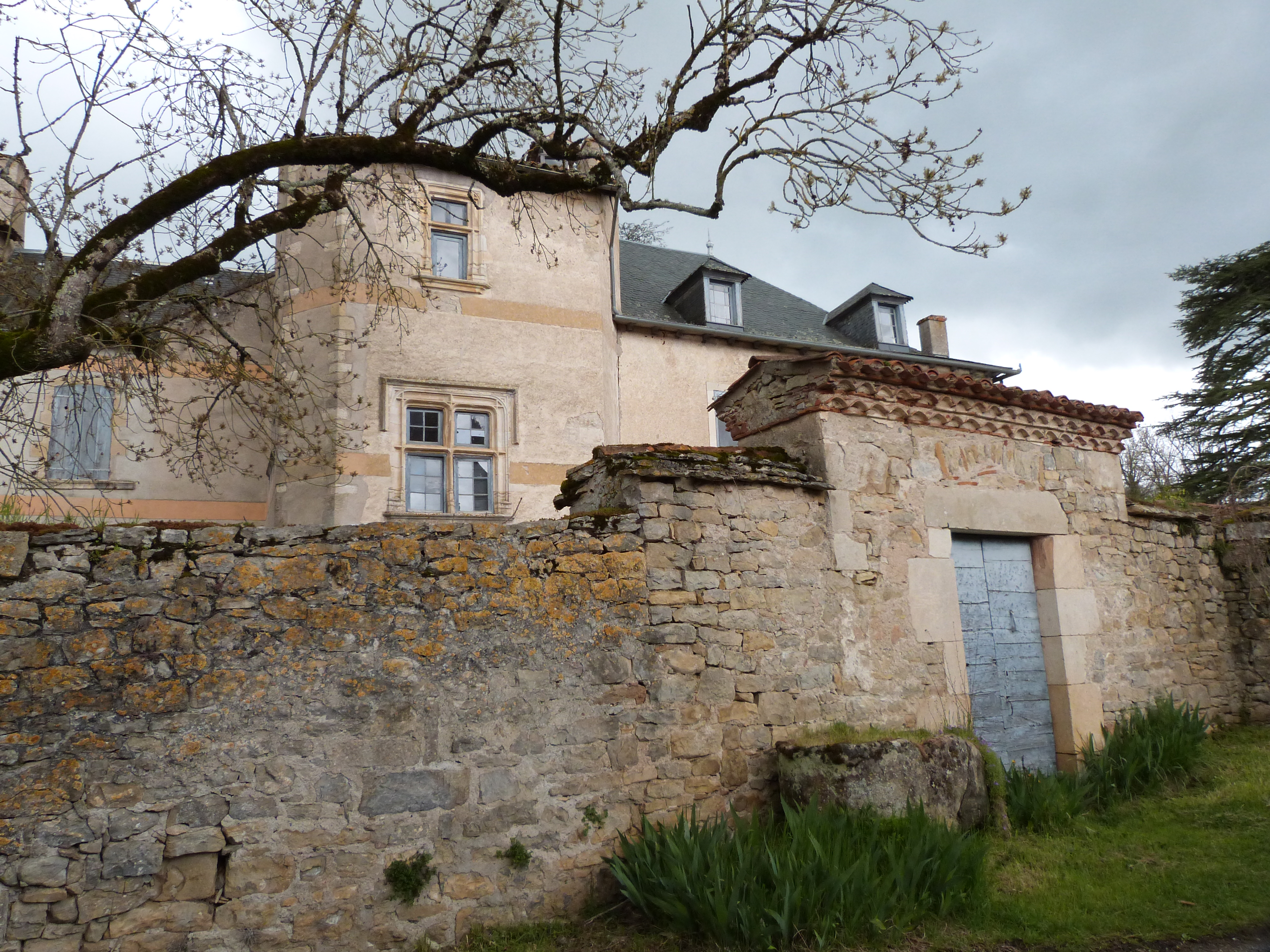

### Personnalités liées à la commune
- Charles de Pomairols (1843-1916) : poète et romancier français. Il contribua à la fondation en 1908 de La Veillée d'Auvergne. Il passa son enfance au château de Toulonjac[18].

### Héraldique
| Blason de Toulonjac | Blason  | Écartelé : au 1er d'argent au faucon de sable tenant un rameau d'olivier, au 2e d'argent à la vache d'Aubrac au naturel, au 3e de gueules au lion d'or, au 4e de gueules à la croix cléchée, vidée et pommetée de douze pièces d'or, au chef d'azur chargé de trois fleurs de lis d'or. |
| Blason de Toulonjac | Détails | Le statut officiel du blason reste à déterminer. |